# Élection pontificale de 1159
L'élection pontificale de 1159 se déroule du 4 au 7 septembre 1159, juste après la mort du pape Adrien IV. Elle aboutit à une double élection. Le cardinal Rolando Bandinelli est élu par une majorité de cardinaux en tant que pape Alexandre III mais une minorité refuse de le reconnaître et désigne son propre candidat, Ottaviano de Monticelli, qui prend le nom de Victor IV, créant un schisme qui durera jusqu'en 1178.

## Contexte
Le schisme est le résultat des tensions croissantes à l'intérieur du Sacré Collège concernant la politique étrangère du Saint-Siège. Les États pontificaux au cours du XIIe siècle sont une sorte de tampon entre les deux puissances européennes - le Saint-Empire romain germanique et le royaume de Sicile. Dans la période qui suit le concordat de Worms en 1122, la papauté est alliée avec l'Empire plutôt qu'avec la Sicile, mais pendant le pontificat d'Adrien IV (1154-1159) cette alliance est rompue du fait que l'empereur Frédéric Barberousse ne respecte pas les termes du traité de Constance (1153) qui l'oblige à aider la papauté pour rétablir son autorité à Rome, alors gouvernée par la commune, mais aussi quelques autres territoires qui font partie du patrimoine de saint Pierre, tombé sous le contrôle du roi de Sicile.
Dans ces circonstances, Adrien IV décide de rompre l'alliance avec l'empereur et de faire la paix avec Guillaume Ier de Sicile en signant le traité de Bénévent (1156). Lors des années suivantes, se produisent des tensions croissantes entre la papauté et l'empereur Frédéric Barberousse. Celui-ci parvient à renforcer son influence sur l’Église d'Allemagne.
Le changement de direction de la politique étrangère du pape entraîne la division du Sacré Collège en partisans et adversaires de la nouvelle politique, qui ne trouvent pas de compromis après la mort d'Adrien IV.
L'élection de 1159 a également d'importantes conséquences juridiques. Jusqu'alors, l'élection du nouveau pape nécessite l'unanimité parmi les électeurs, ce qui conduit au schisme lorsque l'existence de factions dans le Sacré Collège rend l'unanimité impossible.
Pour éviter tout schisme à l'avenir, le troisième concile du Latran, en 1179, promulgue le décret Licet de Evitanda Discordia, qui dispose que le pape est élu à la majorité des deux tiers des cardinaux participant à l'élection.

## Sources
- (en) Cet article est partiellement ou en totalité issu de l’article de Wikipédia en anglais intitulé « Papal election, 1159 » (voir la liste des auteurs).
- (en) Sede Vacante de 1159 - Université de Nothridge - État de Californie - John Paul Adams - 1er juin 2015